# Barry-Angriff
Der Barry-Angriff (auch oft englisch als Barry Attack bezeichnet) ist eine Eröffnungsvariante im Schach. Sie gehört zu den Damenbauernspielen und ist in der Encyclopedia of Chess Openings unter dem Schlüssel D00 klassifiziert.
Die Grundstellung wird erreicht nach den Zügen:
1. d2–d4 Sg8–f6 2. Sg1–f3 g7–g6 3. Sb1–c3 d7–d5 4. Lc1–f4 Lf8–g7
Mit dem Aufbau umgeht Weiß sowohl die Grünfeld-Indische Verteidigung, weil er nicht 2. c4 spielt, als auch die Königsindische Verteidigung, weil er auf 2. … d6 mit 3. e4 durch Zugumstellung in die Pirc-Verteidigung übergehen kann, was vielen Königsindisch-Spielern nicht gefällt. Deswegen ist der Barry-Angriff auch bei Amateurspielern beliebt, die sich nicht aufwendig auf Grünfeld-Indisch und Königsindisch vorbereiten wollen. 

## Geschichte
Die Variante war bereits in den 1920er Jahren bekannt. Beim stark besetzten Turnier in New York 1924 gewann José Raúl Capablanca damit gegen Fred Dewhirst Yates. In den folgenden Jahrzehnten verlor sie an Popularität, bis sie in den 1980er Jahren wieder öfter in der Praxis vorkam. Insbesondere von Niaz Murshed und Mark Hebden wurde sie häufig gespielt. In der Folge wurde sie in mehreren Büchern behandelt, unter anderen von Joe Gallagher (Beating the Anti-King's Indians, 1995), Aaron Summerscale (A Killer Chess Opening Repertoire, 1998) und Gary Lane (Ideas Behind Modern Chess Openings: Attacking with White, 2002). Der Name der Eröffnung bezieht sich nicht, wie man vermuten könnte, auf eine Person, sondern Barry ist ein englischer Slangausdruck für "Müll".  

## Hauptvarianten
Weiß hat mehrere Möglichkeiten, die Stellung zu behandeln:
- 5. e3 ist der am meisten gespielte Zug. Weiß hat einen klaren Plan. Er will sich in der Folge mit den Zügen Le2, Se5 und h4 nebst h5 aufbauen, um einen Angriff gegen den schwarzen Königsflügel zu führen. Schwarz reagiert nach 5. … 0–0 6. Le2 normalerweise mit einem Gegenangriff im Zentrum mittels 6. … c5, um Druck gegen den weißen Bauern d4 aufzubauen. Wenn Weiß deswegen 7. dxc5 spielt, gewinnt Schwarz mit 7. … Da5 den Bauern zurück und erreicht eine ausgeglichene Stellung. Bei passivem Spiel kann Schwarz dagegen schnell in eine Verluststellung geraten, wie zum Beispiel in einer 1992 gespielten Partie von Hebden gegen Birnboim: 1. d4 Sf6 2. Sf3 g6 3. Sc3 d5 4. Lf4 Lg7 5. e3 0–0 6. Le2 b6 7. Se5 Lb7 8. h4 h6 9. h5 g5 10. Lxg5 hxg5 11. h6 Lh8 12. h7+ und Weiß gewann in 26 Zügen.
- 5. h3 schafft dem Lf4 ein Rückzugsfeld auf h2 und verhindert, dass Schwarz den Zug Lg4 spielen und in der Folge durch Abtausch auf f3 das weiße Angriffspotenzial verringern kann.
- 5. Dd2 bereitet die lange Rochade vor und plant zudem, mittels Lh6 den schwarzen Läufer auf g7 abzutauschen. Wenn Schwarz das nicht zulassen will, kann er statt der sofortigen kurzen Rochade 5. … Se4 spielen.
- 5. Sb5 ist ein neuer Versuch, der Lewon Aronjan im Halbfinale des World Cup 2017 den Sieg in der Armageddon-Partie gegen Maxime Vachier-Lagrave einbrachte.[2] Im Jahr 2021 wurde der Zug unter anderen von Lê Quang Liêm und Matthias Blübaum mehrfach gespielt. Die Idee ist, dass wegen der Drohung, auf c7 zu schlagen, der Zug Sa6 erzwungen ist. Der schwarze Springer steht dort schlecht und muss später umgruppiert werden, zum Beispiel über b8 auf das bessere Feld c6. Zwar muss auch Weiß seinen Springer wieder nach c3 zurückziehen, wenn er durch den Bauernzug nach c6 angegriffen wird, aber da Schwarz in anderen Varianten nur einen Zug benötigt, um seinen c-Bauern nach c5 zu bringen, verliert er dadurch letztlich ein Tempo.